# Chengguan (socken i Kina, Hunan, lat 27,01, long 113,33)
Chengguan är en socken i Kina. Den ligger i provinsen Hunan, i den södra delen av landet, omkring 140 kilometer söder om provinshuvudstaden Changsha.
Genomsnittlig årsnederbörd är 1 778 millimeter. Den regnigaste månaden är maj, med i genomsnitt 282 mm nederbörd, och den torraste är oktober, med 22 mm nederbörd.